# 柘皋镇
柘皋镇，是中华人民共和国安徽省合肥市巢湖市下辖的一个乡镇级行政单位。

## 行政区划
柘皋镇下辖以下地区：
西街社区、东街社区、兴坝村、三星村、建和村、驷马村、工民村、大树刘村、接引庵村、锦旗村、星火村、合浦村、而山村、板桥村、大塘村、汪桥村、五星村和双泉村。

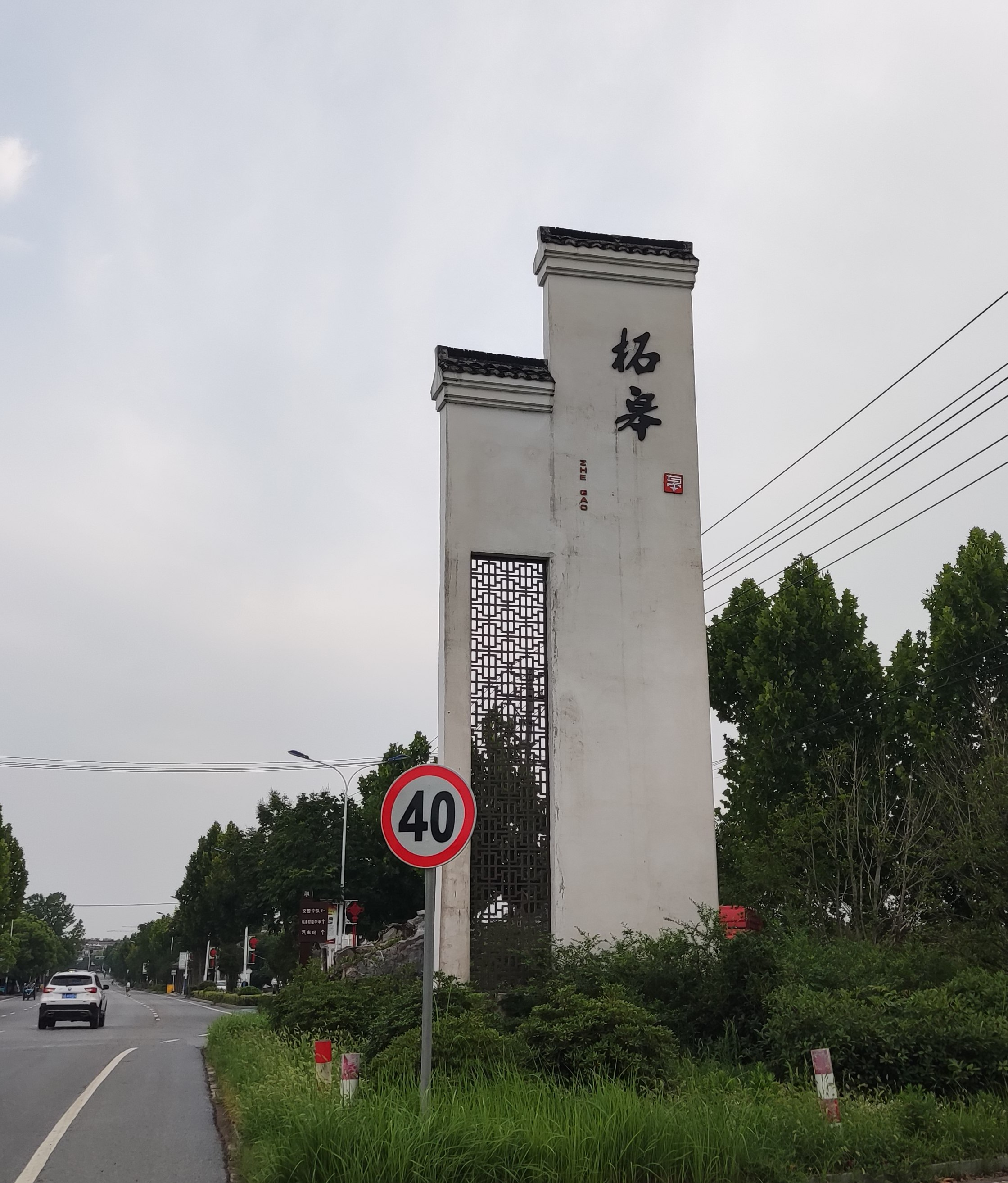
柘皋镇

## 旅游
柘皋北闸老街，2018年入选合肥市文物保护单位。柘皋镇北闸老街长230米，宽80-115米，街道宽4-4.5米，古建筑名宅约600余间145户。老街建于明末清初，是徽派建筑群落，是皖中保存最好的明清古建筑群。
号称天下第一铺的李鸿章当铺位于老街中心位置。2019年入选安徽省文物保护单位。

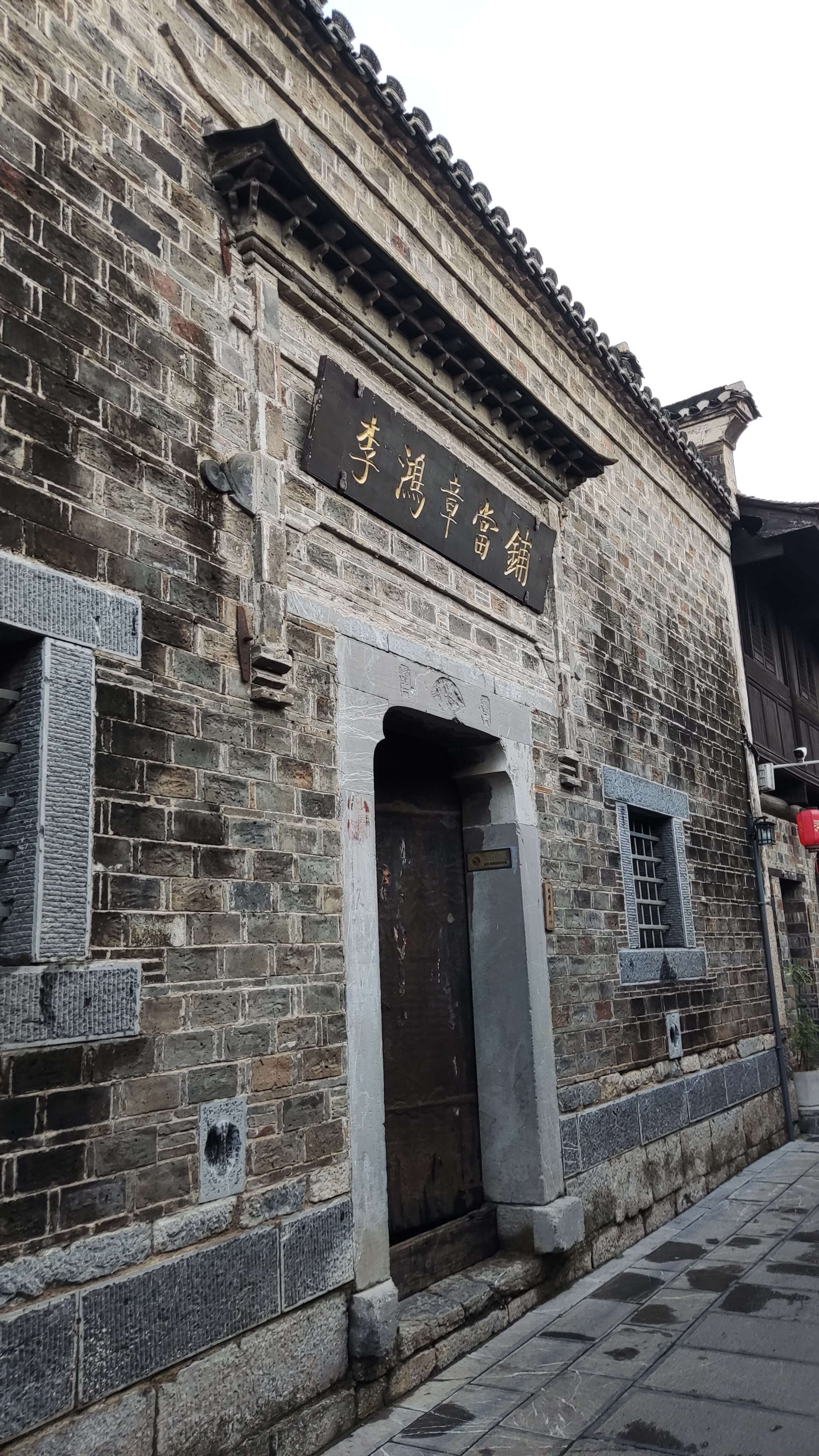
李鸿章当铺

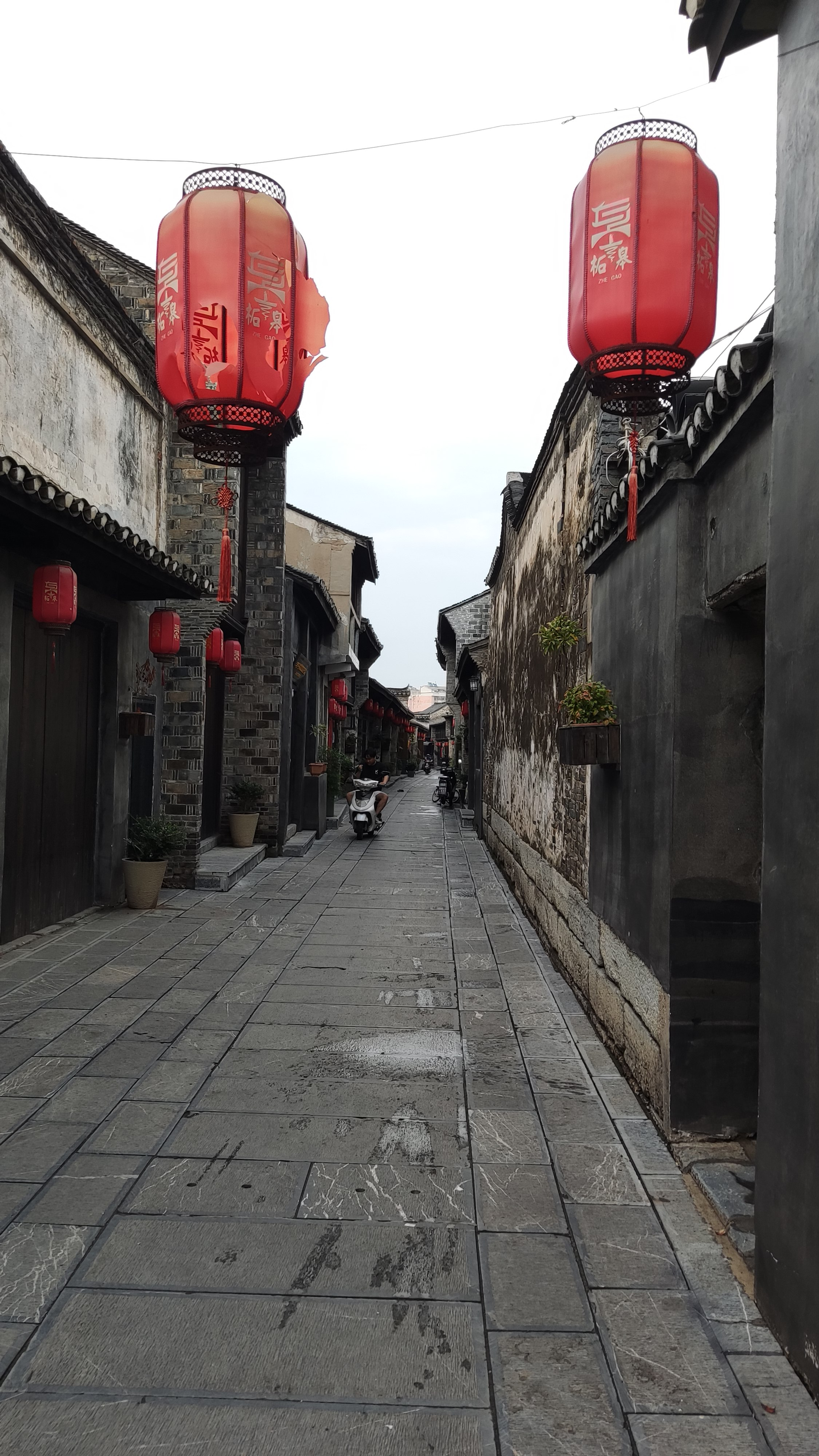
柘皋老街